# ボストン・パブリック
『ボストン・パブリック』（原題：Boston Public）は、2000年10月23日から2004年1月30日まで、アメリカ合衆国・デビッド・E・ケリー・プロダクションズ・20世紀フォックステレビジョン制作、フォックス放送で放送されたテレビドラマ。全4シーズン、81回。製作総指揮と脚本はデビッド・E・ケリー。
シーズン1第13話は、同じデビッド・E・ケリー制作の『ザ・プラクティス ボストン弁護士ファイル』シーズン5第14話とクロスオーバーしている。
プライムタイム・エミー賞など多くの賞に全31部門でノミネートされ、うち8部門で受賞している。

## あらすじ
ボストンの公立高校ウィンスロー高校を舞台に、教師たちの目線から様々な出来事を描く。

## キャスト
- スティーヴン・ハーパー：シャイ・マクブライド
- ローレン・デイヴィス：ジェサリン・ギルシグ
- ハーヴィ・リプシュルツ：ファイヴッシュ・フィンケル
- スコット・グーバー：アンソニー・ヒールド
- ハリー・セナト：ニッキー・カット
- マリリン・サドア：シャロン・リール
- マーラ・ヘンドリックス：ロレッタ・デヴァイン
- ルイーザ・フェン：ラシダ・ジョーンズ
- ミルトン・バトル：ジョーイ・スロトニック
- ザック・フィッシャー：ジョン・エイブラハムズ
- ロニー・クック：ジェリー・ライアン
- ダニー・ハンソン：マイケル・ラパポート

## スタッフ
- 製作総指揮・脚本：デビッド・E・ケリー
- 共同製作総指揮：ジョナサン・ポンテル
- 製作：パメラ・ワイスン
- 監督：トマス・シュラム
- 撮影：ゴードン・ヴァーユール
- 音楽：ダニー・ラックス